# Corlăteni
Corlăteni ist ein Dorf im Rajon Rîșcani, Moldova.
Der Flughafen Bălți-Leadoveni befindet sich in Corlăteni.